# Henneke von Essen
Henneke von Essen (teilw. auch Henningh von Essen, latinisiert: Henricus von Essen), (* ca. 1561; † 14. August 1631) war ein hoher Funktionsträger im Herzogtum Westfalen, Bürgermeister von Arnsberg und Opfer der Hexenverfolgung.

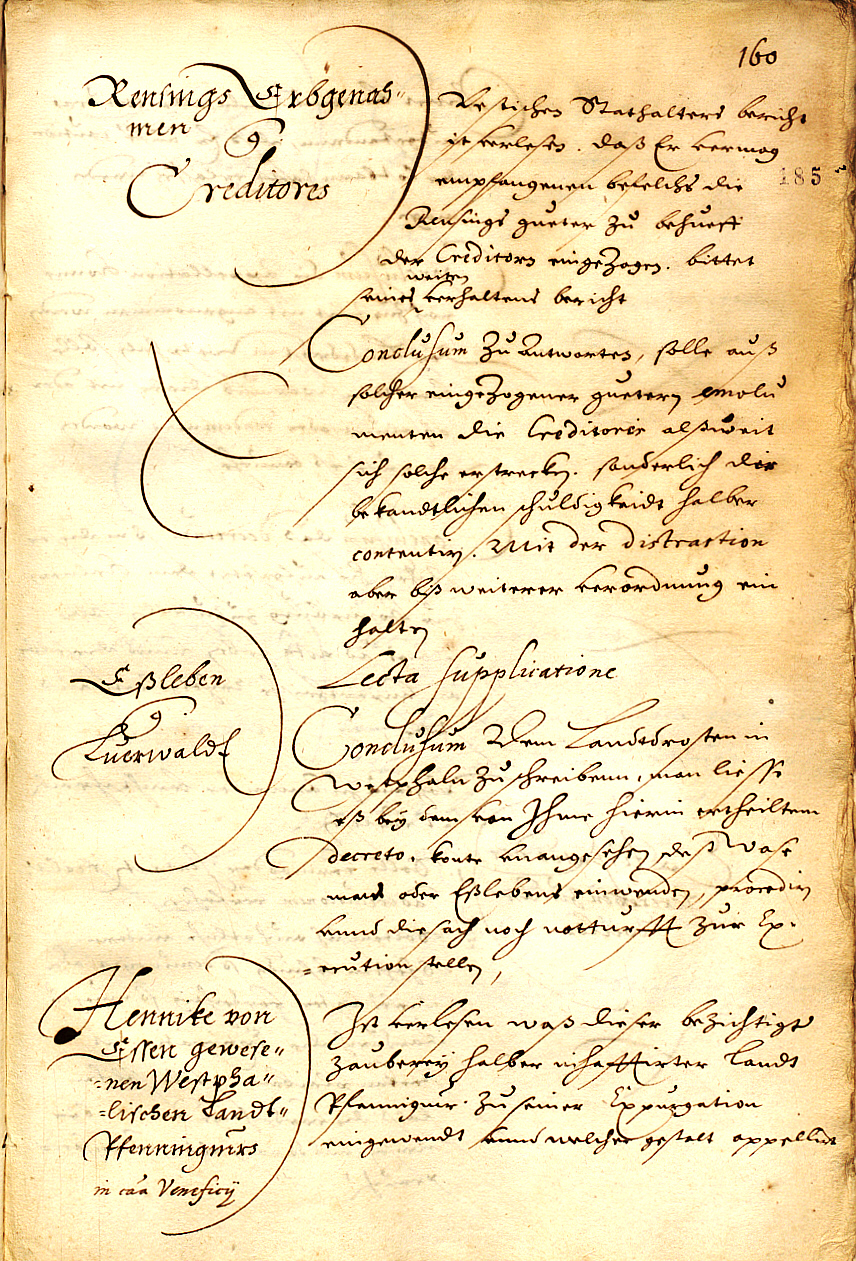
Protokoll des kurkölner Hofrates vom 17. Juni 1631 zum Fall des Henneke von Essen

## Familie
Er entstammte der alten in Arnsberg ansässigen adeligen Familie von Essen. Sie war wohl nicht identisch mit der Familie von Essen, die in Essen ihren Stammsitz hatte. Sie führte ein Wappen, das am Chorgestühl des Klosters Rumbeck überliefert ist. Das Wappenbild ist nicht klar. Möglicherweise handelte es sich um grüne Zweige im goldenen Schild. Die Helmdecken waren Schwarz-Rot-Gold.
Der Vater Caspar von Essen war westfälischer Landschreiber und Brüchtenmeister. Ein Sohn von Henneke von Essen, ebenfalls Kaspar von Essen genannt, arbeitete in öffentlichen Diensten und war Bürgermeister von Arnsberg. Dieser heiratete 1646 die Erbsälzertochter Anna von Papen. Die Familie bewohnte das Vorläufergebäude des Landpfennigmeisterhauses in der Hallenstraße unmittelbar unterhalb des Rathauses. Im Jahr 1623 bestätigte Abt Gottfried Reichmann die Stiftung einer Messe in der Kirche des Klosters Wedinghausen.

## Amtsträger und Bürgermeister
Er war Landpfennigmeister des Herzogtums Westfalen. Als einer der höchsten ständischen Beamten war er damit für die Finanzen des Herzogtums verantwortlich. Im Hexenprozess gegen Dorothea Becker (Dorothea ab Hardt) 1590 tritt Henneke von Essen als Hexenrichter in Kaspar von Fürstenbergs Tagebüchern auf. Im Jahr 1604 war er Richter am kurfürstlichen hohen Gericht in Arnsberg. Als solcher hinterließ er einen ersten Bericht über den Schnadegang in Arnsberg. Als Richter war von Essen seit 1605 in erster Instanz mit der Untersuchung einer Verleumdungsklage befasst, in der es um dem Vorwurf der Hexerei ging.
In den Jahren 1602, 1606, 1607, 1611, 1621, 1625, 1626 und 1627 war er auch Bürgermeister in Arnsberg. Geprägt war zumindest der Beginn seiner Tätigkeit als Bürgermeister von dem großen Stadtbrand von 1600. Er bemühte sich um Unterstützung anderer Kommunen für den Wiederaufbau. Von einem Treffen mit den Bürgermeistern von Olpe, Attendorn und Drolshagen brachte er die bedeutende Summe von 100 Reichstalern mit. Als Bürgermeister unterzeichnete er am 8. Dezember 1608 mit der Arnsberger Morgensprache die Neufestsetzung des städtischen Rechtes, da die alten Urkunden bei dem Stadtbrand von 1600 verloren gegangen waren. Er hatte große Verdienste beim Wiederaufbau der Stadt. Später fällt in seine Zeit der Beginn des Dreißigjährigen Krieges. In einem Bericht aus dem Jahr 1625 schildert er, wie die Stadt von Schatzungen und Kontributionen stark belastet wurden. Außerdem verursachte die Instandsetzung der Befestigungen hohe Kosten. Ebenso wie der Hexenkommissar Heinrich von Schultheiß spendete von Essen für die Wiederherstellung des Kirchturms der St. Laurentiuskirche oder des Glockenturms in der Altstadt. Von Essen gab dafür immerhin 20 Reichstaler (zum Vergleich der Beitrag der Landstände insgesamt betrug 50 Taler). In dasselbe Jahr fiel auch eine Pestwelle mit 90 Toten. Aufgrund der Seuche konnte die Wiederwahl als Bürgermeister nicht in Arnsberg stattfinden, sondern die Wähler trafen sich in Allendorf und die Vereidigung fand in Sundern statt.

## Opfer der Hexenverfolgung
Die Person von Essens ist vor allem daher äußerst bemerkenswert, weil er als hochrangiger Repräsentant des Kurstaates Bedenken gegen das Ausmaß der geplanten Hexenverfolgungen übte. Er befürchtete, dass dies ein Wirtzburgisch werck werden könnte. Henneke von Essen spielte dabei auf die Massenverbrennung von 1300 Personen in Würzburg im Jahr 1630 an. Das machte ihn bei dem Hexenkommissar Heinrich von Schultheiß verdächtig. Dies verstärkte sich noch mehr, nachdem Bürger der Stadt eine allgemeine kommunale Sonderabgabe zur Finanzierung der bevorstehenden Prozesse vorgeschlagen hatten. Von Essen war der Ansicht, dass man das Geld sinnvoller ausgeben könnte.
Die Proteste des Bürgermeisters konnten die Entwicklung freilich nicht aufhalten. Sein Nachfolger im Amt des Bürgermeisters, Prange, berichtete über das Jahr 1630, dass die Zeiten unruhiger würden. Damit meinte er nicht nur, dass in dieser Phase des Dreißigjährigen Krieges Truppen in der Stadt lagen. Er berichtete auch, dass auf dem Markt das „Halsband“ als ein Instrument der Hexenverfolgung erneuert worden sei. Offenbar wurden Besagungen (Denunziationen) gegen Henneke von Essen geäußert und ein Prozess gegen den Bürgermeister eröffnet. Dies geschah auf Betreiben des Landdrosten Friedrich von Fürstenberg. Ein Gutachten der juristischen Fakultät der Universität Köln hielt die „Tortur“ auch in seinem Fall für zulässig.
Doch der angeklagte Bürgermeister gestand trotz der Qualen der Folter nicht. Der 70 Jahre alte Mann wurde aber nicht freigelassen, sondern starb nach einjähriger Haft am 14. August 1631 „auf’m Schloss in carcere (das heißt im Kerker des kurfürstlichen Schlosses).“